# Томсон, Уоррен
Уоррен Томсон (англ. Warren Thomson; 2 августа 1935 — 19 февраля 2015) — австралийский пианист, музыкальный педагог и организатор.

## Биография
Учился в Мельбурнском университете у Роя Шеферда (ученика Альфреда Корто). В 1958—1972 годах работал музыкальным руководителем в нескольких австралийских колледжах. В 1970 году основатель и (до 1982 года) первый президент Австралийской ассоциации преподавателей музыки. Одновременно в 1972—1974 годах научный руководитель Австралийского совета по музыкальным экзаменам. В 1974—1995 годах возглавлял Школу продвинутого обучения Сиднейской консерватории, в 1981—1987 годах входил в консерваторский совет директоров. Томсон ведёт также иную педагогическую деятельность исключительного объёма. В 1980—1999 годах возглавлял Совет по культуре города Сиднея.
Наибольшую известность приобрела работа Томсона как основателя и бессменного руководителя проходящего с 1977 года Сиднейского международного конкурса пианистов. Под руководством Томсона конкурс приобрёл значительный международный авторитет; в то же время он встречает в последнее время всё более сильную критику со стороны других австралийских музыкантов — в частности, в связи с тем, что «его предпочтение русской школе пианизма, с её акцентом на технической подготовленности, быстроте и силе — по мнению некоторых, в ущерб художественной интерпретации» оказывает существенное влияние на итоги конкурса, а в результате австралийские пианисты не имеют в состязании никаких шансов (за всю историю конкурса его никогда не выигрывали местные исполнители). Как авторитет в области пианистических конкурсов, Томсон неоднократно выступал членом жюри на различных исполнительских состязаниях — в частности, в 1982 и 1990 годов входил в жюри Международного конкурса имени Чайковского.
Томсон широко известен в Австралии как редактор и публикатор произведений Баха, Пахельбеля, Моцарта, Бетховена, Шопена, Черни, Шуберта, Шумана, Чайковского, Равеля, Дебюсси. Менее заметна собственно исполнительская деятельность Томсона — любопытно, однако, что в 1978 году он записал для Московского радио фортепианный концерт Арама Хачатуряна.